# Николай (Трайковский)
Епи́скоп Никола́й (макед. Епископот Никола, в миру Игорь Трайковский, макед. Игор Трајковски; 12 июня 1974, Скопье) — епископ Македонской православной церкви, епископ Величский, викарий Преспанско-Пелагонийской епархии.

## Биография
Родился 12 июня 1974 года в Скопье в православной македонской семье. Он окончил отделение общего и сравнительного литературоведения филологического факультета имени Блаже Конеского в Скопье. Он отучился два года на факультете византологии Карлова университета в Праге, где получил образование в области средневековой литературы.
Он начинает свою монашескую жизнь в Монастыре Преображения Господня в Зрзе. 18 декабря 1998 года он принял монашество, а на следующий день был рукоположен в сан диакона. В октябре 1999 года он был рукоположен в сан священника.
19 августа 2006 года он был возведён в сан игумена, и был назначен старейшиной древнего монастыря Святого Николая Чудотворца в Мариово. С начала 2008 года активно занимался возрождением почти разрушенного монастыря в Мариово, и в первую очередь восстанавливал монастырский комплекс, в церкви проводится ряд работ по консервации и реставрации, восстанавливал богослужебный и духовный порядок, развивал монастырское хозяйство. По предложению митрополита Преспанско-Пелагонийского Петра (Каревского), Архиерейский Синод Македонской православной церкви в 2012 году избирает его архимандритом. Возведение в достоинство архимандрита состолось на храмовом празднике в кафедральном храме Святого Великомученика Димитрия в Битоле.
24 января 2008 года на православном богословском факультете Святого Климента Охридского в Софии защитил магистерский труд «Вклад русского духовенства в церковную жизнь Македонии в XX веке». Данная работа была опубликована на македонском и русском языках. Стал докторантом того же факультета. Он публикует тексты и участвует в научных собраниях и конференциях в Северной Македонии и за рубежом по темам из области средневековой и новейшей истории церкви, агиографии и церковной литературы. Он является членом нескольких значительных архиепископских и епархиальных церковных органов.
24 декабря 2023 года по предложению митрополита Преспанско-Пелагонийского Петра, решением Архиерейского синода Македонской православной церкви единогласно избран викарием Преспанско-Пелагонийкой епархии с титулом епископа «Величский».
21 января 2024 года в храме Святого Димитрия в Битоле был рукоположен во епископа Величского, викария Преспанско-Пелагонийской епархии. Хиротонию совершили: архиепископ Охридский и Македонский Стефан (Веляновский), митрополит Преспанский и Пелагонийский Петр (Каревский), митрополит Дебарский и Кический Тимофей (Йовановский), митрополит Повардарский Агафангел (Станковский), митрополит Крушевский и Демирхисарский Иоанн (Вранишковский), митрополит Брегалничский Иларион (Серафимовский), митрополит Тетовский и Гостиварский Иосиф (Тодоровский), митрополит Кумановско-Осоговский Григорий (Настеский), митрополит на покое Иосиф (Пейовский), епископ Делядровецкий и Илинденский Иоаким (Йовческий), епископ Делчевский и Каменицкий Марк (Кимев), епископ Хераклейский Климент (Божиновский) и епископ Стобийский Иаков (Милчевский).